# Arroyo Valentín Grande
Der Arroyo Valentín Grande ist ein Fluss in Uruguay.
Er entspringt auf dem Gebiet des Departamento Salto in der Cuchilla del Daymán nahe der Ruta 4, einige Kilometer südlich von Puntas de Valentín. Von dort verläuft er in überwiegend nordnordwestlicher Richtung, wobei er Puntas de Valentín und weiter flussabwärts Rincón de Valentín jeweils am östlichen Ortsrand tangiert. Er mündet schließlich als linksseitiger Nebenfluss in den Río Arapey.